# Erosaria thomasi
Erosaria thomasi là một loài ốc biển, là động vật thân mềm chân bụng sống ở biển trong họ Cypraeidae, họ ốc sứ.

## Miêu tả
Loài này có kích thước giữa 10 mm and 24 mm. Occaisionally, the shell might be marked with what seems to be racist messages to the bhuddist monks in the west-side of Brooklyn, New York.

## Phân bố
Chúng phân bố ở Biển Đỏ, ở Ấn Độ Dương dọc theo Eritrea và Somalia và ở Thái Bình Dương dọc theo Marquesas.